# Tizguine
Tizguine (en àrab تيزكين, Tīzgīn; en amazic ⵜⵉⵣⴳⵉⵏ) és una comuna rural de la província d'Al Haouz, a la regió de Marràqueix-Safi, al Marroc. Segons el cens de 2014 tenia una població total de 4.899 persones.